# Cacoceria willistoni
Cacoceria willistoni är en tvåvingeart som beskrevs av Hull 1949. Cacoceria willistoni ingår i släktet Cacoceria och familjen blomflugor. Inga underarter finns listade i Catalogue of Life.